# Mayos de Navojoa
Mayos de Navojoa is een Minor league baseballclub uit Navojoa, Sonora. Ze spelen in de Winter League van de Mexican League. De club werd kampioen in 1979 en 2000. Het stadion waar ze hun thuiswedstrijden spelen heet Estadio Manuel Ciclón Echeverría.
Zomer League
Noord Zone: Acerereos de Monclova · Diablos Rojos de México · Potros de Tijuana · Rieleros de Aguascalientes · Saraperos de Saltillo · Sultanes de Monterrey · Tuneros de San Luis · Vaqueros Laguna
Zuid Zone: Guerreros de Oaxaca · Leones de Yucatán · Olmecas de Tabasco · Pirateas de Campeche · Petroleros de Poza Rica · Pericos de Puebla · Rojos del Aguila de Veracruz · Tigres de la Angelopolis
Winter League
Culiacán Tomato Growers · Guasave Cotton Growers · Hermosillo Orange Growers · Los Mochis Sugarcane Growers · Mazatlán Reindeer · Mexicali Eagles · Mayos de Navojoa · Obregon Yaquis